# 往十里駅
往十里駅（ワンシムニえき）は、大韓民国ソウル特別市城東区杏堂1洞にあるソウル交通公社・韓国鉄道公社（KORAIL）の駅。ソウル交通公社の駅には城東区庁という副駅名がある。

## 乗り入れ路線
ソウル交通公社の2号線、5号線、韓国鉄道公社の京義・中央線と水仁・盆唐線の合計4路線が乗り入れる。京義・中央線は線路名称上は京元線であるが、運転系統上は京義・中央線として案内される。
乗り入れる全ての路線に駅番号が導入されている。2号線は「208」、5号線が「540」、京義・中央線が「K116」、水仁・盆唐線が「K210」が割り振られている。

## 歴史
- 1911年10月15日 - 京元線の部分開通とともに「纛島駅 (독도역)」として開業。
- 1914年4月11日 - 往十里駅へ改称。
- 1978年12月9日 - 京元線・龍山～城北区間の複線電化とともに広域電鉄駅化。
- 1980年10月31日 - 2号線・新設洞～総合運動場区間の開通とともに乗換駅になる。
- 1983年9月16日 -  韓国鉄道公社の駅務室を地下に移動。
- 1995年11月15日 - 5号線が接続。
- 1996年12月30日 - 5号線が延伸開業、途中駅になる。
- 2005年12月16日 - 中央線・清凉里～徳沼区間の複線化によって「龍山-徳沼線（中央電鉄線）」が誕生。龍山-城北間系統廃止。KORAILの駅番号をK126からK116に変更。
- 2007年末 - 5番出口を一時閉鎖。
- 2008年
  - 9月5日 - 駅ビルを一部改造（ENTER 6のスカイラウンジ以外全部、イーマート、4階フードコート<テラス>）
  - 9月12日 - 駅ビル営業開始。
  - 10月 - 5番出口使用再開。
- 2012年10月6日 - 盆唐線開通。
- 2013年12月 - 盆唐線ホームにホームドア設置。
- 2014年12月27日 - 中央電鉄線が京義・中央線に統合され、路線名改称。

## 駅構造

### ソウル交通公社
2号線のホームは地下2階にあり、相対式2面2線を有する。フルスクリーンタイプのホームドアが設置されている。
改札階は地下1階にあり、改札口は東側と西側の2ヶ所あるが、両方とも内回り・外回りホーム別々に設置されている。ソウル交通公社管轄の出口は1番、2番、3番、4番、5番、6番、6-1番、7番、8番、9番、10番、11番の12ヶ所ある。
5号線のホームは地下5階にあり、相対式2面2線を有する。フルスクリーンタイプのホームドアが設置されている。
改札階は地下1階にあり、1ヶ所ある。改札口付近にダイソーが出店している。

#### のりば

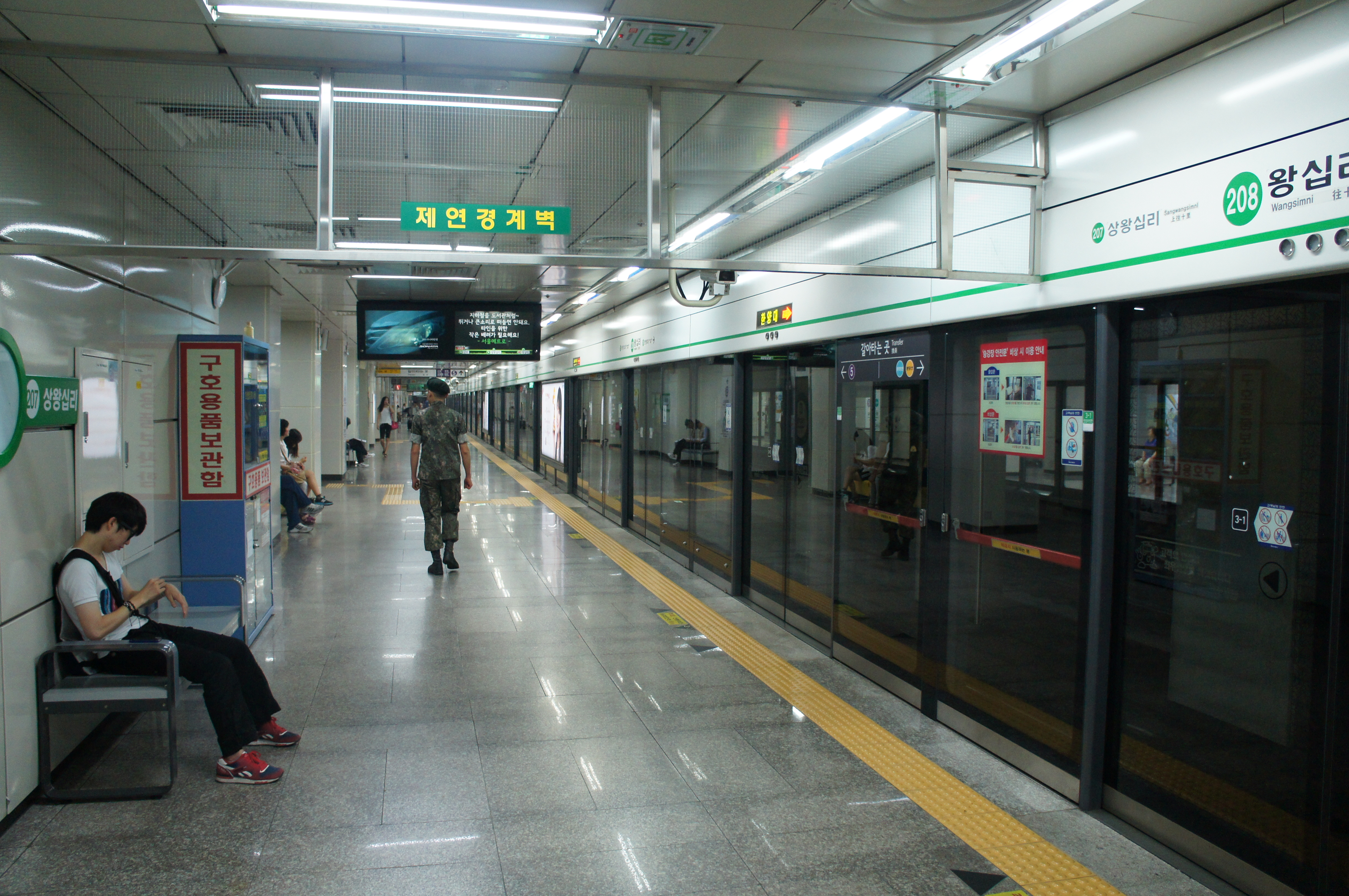
2号線ホーム
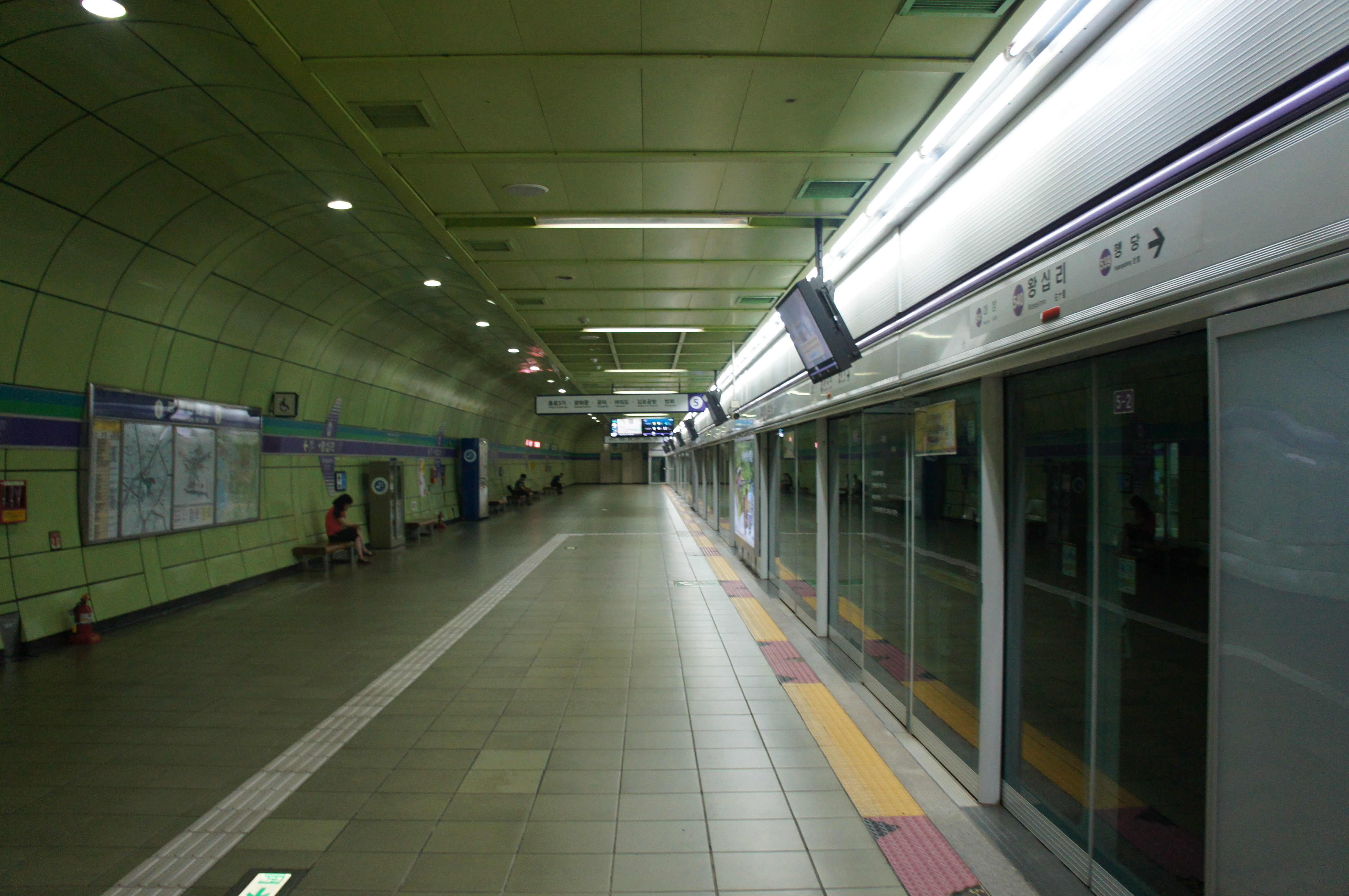
5号線ホーム

- 案内上ののりば番号は設定されていない。

| ホーム             | 路線               | 行先                                             |                    |
| 2号線ホーム（B2F） | 2号線ホーム（B2F） | 2号線ホーム（B2F）                               | 2号線ホーム（B2F） |
| ------------------ | ------------------ | ------------------------------------------------ | ------------------ |
| 内回り             | 2号線              | 聖水・総合運動場・三成・ソウル大入口・新道林方面 |                    |
| 外回り             | 2号線              | 乙支路入口・弘大入口・新道林方面                 |                    |
| 5号線ホーム（B5F） |                    |                                                  |                    |
| 上り               | 5号線              | 汝矣島・金浦空港・傍花方面                       |                    |
| 下り               | 5号線              | 君子・千戸・上一洞・馬川方面                     |                    |

- 2号線ホーム
- 5号線ホーム

### 韓国鉄道公社
当駅はビットフレックスという駅ビルの内部に駅施設がある地上駅（橋上駅）である。ビットフレックスには屋外施設である城東広場、ENTER 6、CGV 、IMAX映画館、各種レストラン、イーマート、ウォーターパーク、室内ゴルフ場等が入居している。
ホームは1階にあり、島式2面4線を有する。
改札階は2階にあり、改札口は1ヶ所ある。乗り換え通路は地下にある。韓国鉄道公社管轄の出口は12番と13番の2ヶ所ある。

#### のりば
| 1 | 京義・中央線（下り） | 清凉里・徳沼・楊平・龍門方面         |
| 1 | 京春線 ITX-青春      | 清凉里・坪内好坪・加平・春川方面     |
| 2 | 京義・中央線（上り） | 龍山・弘大入口・幸信・一山・文山方面 |
| 2 | 京春線 ITX-青春      | 龍山方面                             |
| 3 | 盆唐線               | 清凉里方面                           |
| 4 | 盆唐線               | 宣陵・水西・竹田・水原方面           |

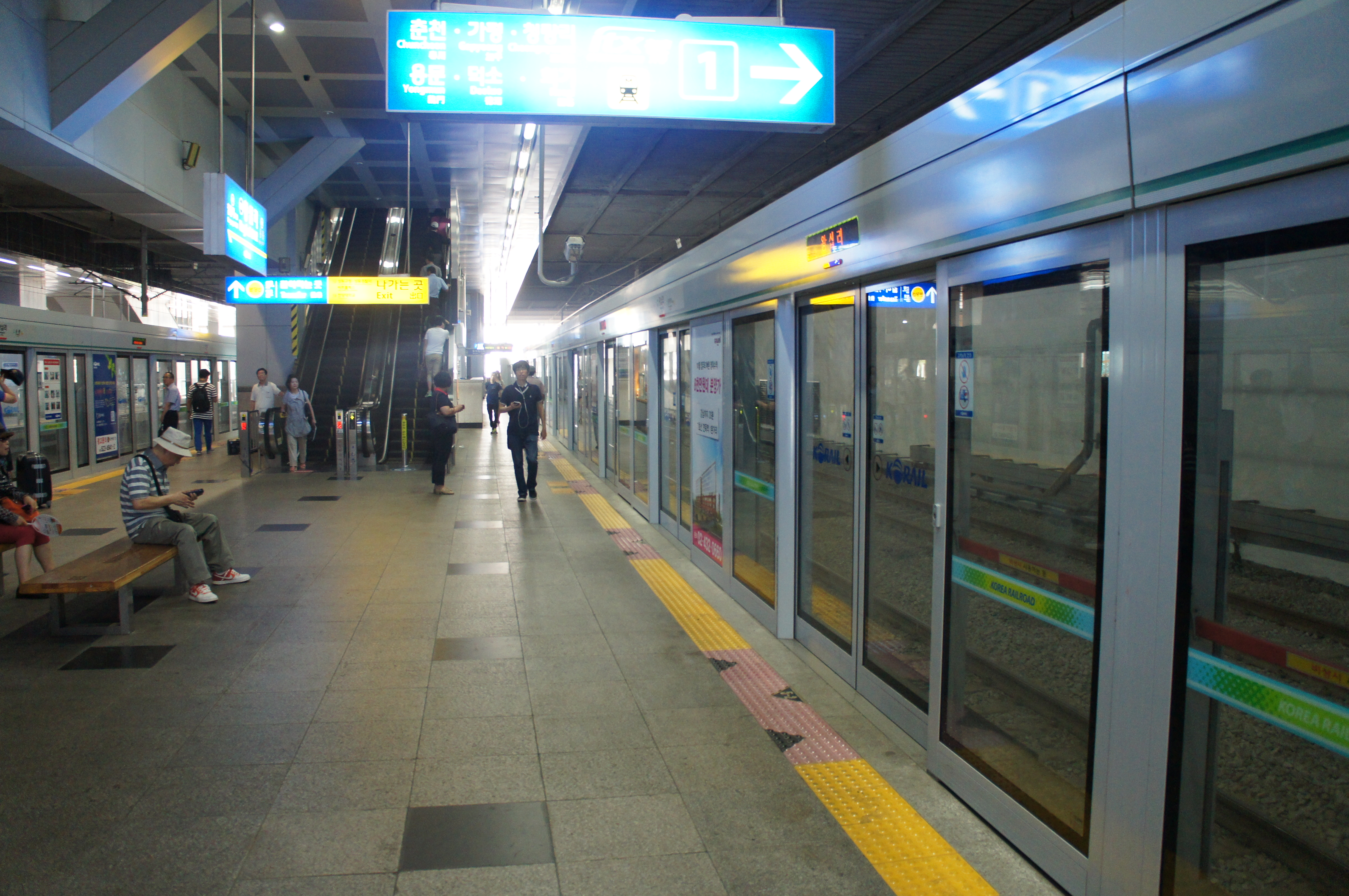
京義・中央線ホーム（2013年7月1日、中央電鉄線時代）
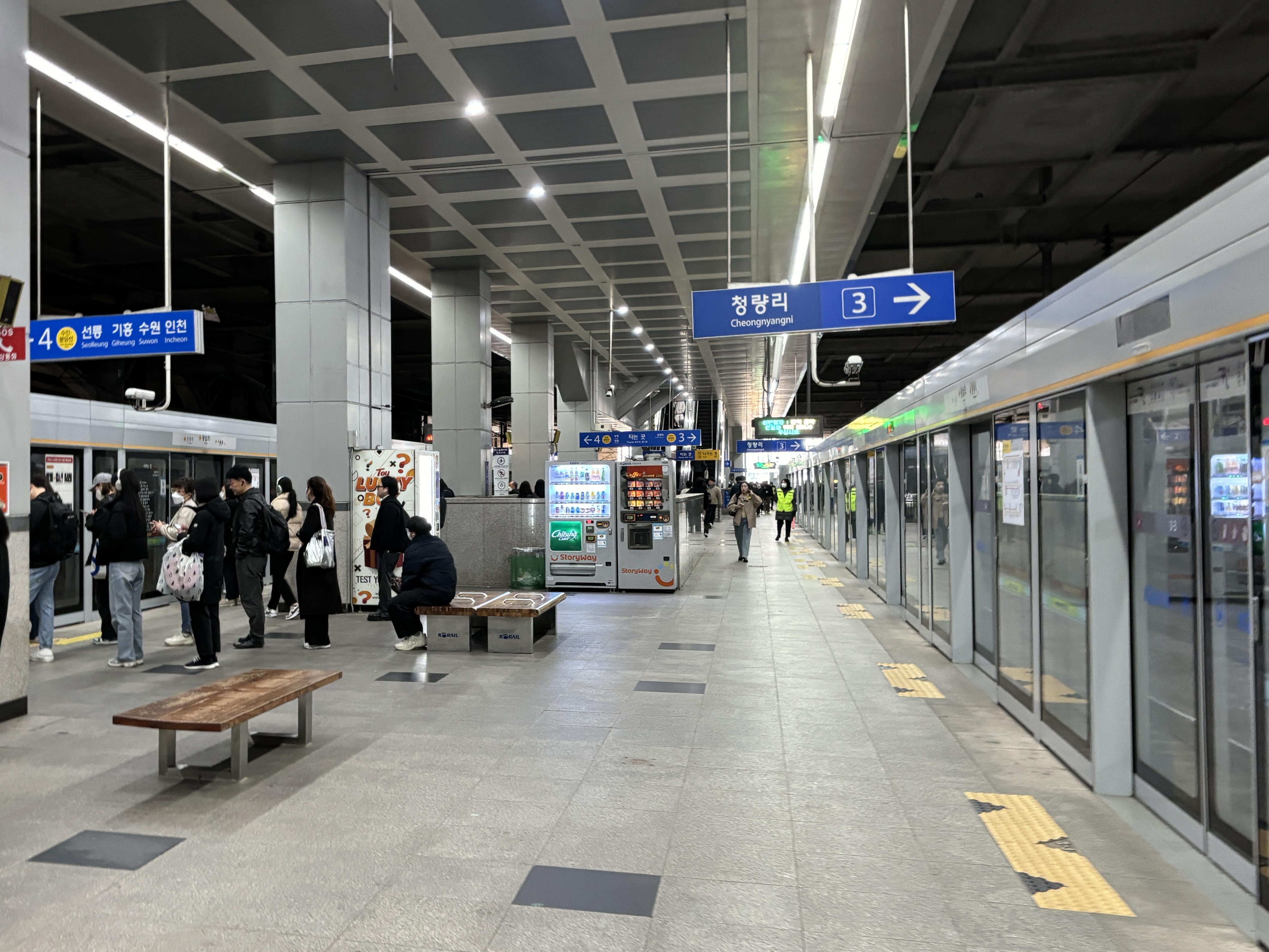
水仁・盆唐線ホーム（2024年）

## 利用状況
近年の一日平均利用人員推移は下記のとおり。
| 路線              | 路線     | 2000年 | 2001年 | 2002年 | 2003年 | 2004年 | 2005年 | 2006年 | 2007年 | 2008年 | 2009年 | 出典  |
| ----------------- | -------- | ------ | ------ | ------ | ------ | ------ | ------ | ------ | ------ | ------ | ------ | ----- |
| 2号線             | 乗車人員 | 12,906 | 13,398 | 13,625 | 13,430 | 14,190 | 14,743 | 15,292 | 15,327 | 16,135 | 17,194 | [ 1 ] |
| 2号線             | 降車人員 | 10,520 | 10,662 | 11,021 | 10,935 | 11,665 | 12,265 | 12,464 | 12,688 | 13,732 | 14,139 | [ 1 ] |
| 2号線             | 乗降人員 | 23,426 | 24,060 | 24,646 | 24,365 | 25,855 | 27,008 | 27,756 | 28,015 | 29,868 | 31,334 | [ 1 ] |
| 5号線             | 乗車人員 | 5,010  | 5,047  | 4,905  | 5,040  | 5,225  | 5,467  | 5,446  | 5,312  | 5,483  | 5,576  | [ 1 ] |
| 5号線             | 降車人員 | 5,440  | 5,389  | 5,188  | 5,154  | 5,418  | 5,710  | 5,699  | 5,572  | 5,883  | 6,528  | [ 1 ] |
| 5号線             | 乗降人員 | 10,450 | 10,436 | 10,093 | 10,194 | 10,643 | 11,177 | 11,145 | 10,884 | 11,366 | 12,105 | [ 1 ] |
| ●中央線 (●京元線) | 乗車人員 | 1,409  | 2,835  | 1,468  | 1,441  | 3,174  | 6,116  | 6,287  | 6,314  | 6,733  | 8,586  | [ 2 ] |
| ●中央線 (●京元線) | 降車人員 | 1,202  | 870    | 1,356  | 1,431  | 3,297  | 5,477  | 5,739  | 5,801  | 6,270  | 8,226  | [ 2 ] |
| ●中央線 (●京元線) | 乗降人員 | 2,611  | 3,705  | 2,824  | 2,872  | 6,471  | 11,593 | 12,026 | 12,115 | 13,003 | 16,812 | [ 2 ] |
| 路線              | 路線     | 2010年 | 2011年 | 2012年 | 2013年 | 2014年 | 2015年 | 2016年 | 2017年 | 2018年 | 出典   |       |
| 2号線             | 乗車人員 | 18,449 | 19,456 | 19,992 | 20,727 | 21,075 | 20,694 | 20,662 | 20,142 | 19,909 | [ 1 ]  |       |
| 2号線             | 降車人員 | 14,857 | 15,632 | 16,217 | 17,220 | 17,447 | 17,441 | 17,255 | 16,318 | 16,221 | [ 1 ]  |       |
| 2号線             | 乗降人員 | 33,306 | 35,088 | 36,209 | 37,947 | 38,522 | 38,135 | 37,917 | 36,460 | 36,130 | [ 1 ]  |       |
| 5号線             | 乗車人員 | 5,748  | 5,714  | 5,711  | 5,540  | 5,459  | 5,233  | 5,208  | 5,209  | 5,209  | [ 1 ]  |       |
| 5号線             | 降車人員 | 6,729  | 7,020  | 6,983  | 6,557  | 6,591  | 6,339  | 6,236  | 6,156  | 6,123  | [ 1 ]  |       |
| 5号線             | 乗降人員 | 12,477 | 12,735 | 12,694 | 12,097 | 12,050 | 11,572 | 11,444 | 11,365 | 11,332 | [ 1 ]  |       |
| 韓国鉄道公社      | 乗車人員 | 9,752  | 10,354 | 12,126 | 18,415 | 19,636 | 20,093 | 20,247 | 20,015 | 19,737 | [ 2 ]  |       |
| 韓国鉄道公社      | 降車人員 | 9,409  | 9,964  | 11,809 | 17,887 | 18,946 | 19,364 | 19,562 | 19,546 | 19,073 | [ 2 ]  |       |
| 韓国鉄道公社      | 乗降人員 | 19,161 | 20,318 | 23,935 | 36,302 | 38,582 | 39,457 | 39,809 | 39,561 | 38,810 | [ 2 ]  |       |

## 駅周辺
- 大韓赤十字社
- 東馬中学校（朝鮮語版）
- 舞鶴女子高等学校（朝鮮語版）
- 舞鶴中学校（朝鮮語版）
- ソウル城東警察署
- 城東区庁
- 城東区立図書館
- ソウル特別市城東広津教育支援庁（朝鮮語版）
- 城東文化会館
- 城東区保健所
- 城東消防署往十里119安全センター
- ソウル城東郵便局
- ソウル特別市立東部病院
- 東部水道事業所
- 往十里総合市場
- 往十里ビットフレックス駅舎ショッピングモール 
  - イーマート 往十里店
  - CGV 往十里
  - フォーシーズンウォーターパーク＆サウナ
  - ロブス（朝鮮語版） 往十里駅支店
- 国民銀行 往十里駅支店
- 第一市場
- KT 杏堂支店
- 下往治安センター
- 韓国芸術高等学校（朝鮮語版）
- 韓国電力公社
- 漢陽大学校
- 漢陽大学校師範大学附属高等学校（朝鮮語版）
- 漢陽大学校師範大学附属女子中学校（朝鮮語版）
- 杏堂市場
- 杏堂1洞住民センター
- 杏堂1治安センター

## 隣の駅
ソウル交通公社
 2号線
上往十里駅 (207) - 往十里駅 (208) - 漢陽大駅 (209)
 5号線
杏堂駅 (539) -  往十里駅 (540) - 馬場駅 (541)
韓国鉄道公社
 京義・中央線
中央急行
玉水駅 (K114) - 往十里駅 (K116) - 清凉里駅 (K117)
龍山急行・緩行
鷹峰駅 (K115) - 往十里駅 (K116) - 清凉里駅 (K117)
 盆唐線
急行・緩行
往十里駅 (K210) - ソウルの森駅 (K211)